# Nicola Sanders
Nicola Clare Sanders (High Wycombe, 23 giugno 1982) è un'ex velocista e ostacolista britannica.
Specializzata nei 400 metri piani, ad inizio carriera ha gareggiato anche nei 400 metri ostacoli.

## Palmarès
| Anno                                | Manifestazione          | Sede       | Evento      | Risultato  | Prestazione | Note                          |
| ----------------------------------- | ----------------------- | ---------- | ----------- | ---------- | ----------- | ----------------------------- |
| In rappresentanza del Regno Unito   |                         |            |             |            |             |                               |
| 1999                                | Mondiali allievi        | Bydgoszcz  | 400 m hs    | 4ª         | 58"96       |                               |
| 1999                                | Europei juniores        | Riga       | 400 m hs    | Bronzo     | 59"21       |                               |
| 2005                                | Mondiali                | Helsinki   | 400 m hs    | Semifinale | dq          |                               |
| 2005                                | Mondiali                | Helsinki   | 4×400 m     | Bronzo     | 3'24"44     |                               |
| 2005                                | Universiadi             | Smirne     | 400 m hs    | 6ª         | 55"99       |                               |
| 2005                                | Universiadi             | Smirne     | 4×400 m     | 4ª         | 3'30"10     |                               |
| 2006                                | Europei                 | Göteborg   | 400 m piani | 6ª         | 50"87       |                               |
| 2006                                | Europei                 | Göteborg   | 4x400 m     | 4ª         | 3'28"17     |                               |
| 2007                                | Europei indoor          | Birmingham | 400 m piani | Oro        | 50"02       |                               |
| 2007                                | Europei indoor          | Birmingham | 4×400 m     | Bronzo     | 3'28"69     |                               |
| 2007                                | Mondiali                | Osaka      | 400 m piani | Argento    | 49"65       | Miglior prestazione personale |
| 2007                                | Mondiali                | Osaka      | 4×400 m     | Bronzo     | 3'20"04     | Record nazionale              |
| 2008                                | Giochi olimpici         | Pechino    | 400 m piani | Semifinale | 50"71       |                               |
| 2008                                | Giochi olimpici         | Pechino    | 4×400 m     | Bronzo     | 3'22"68     |                               |
| 2009                                | Mondiali                | Berlino    | 4×400 m     | Bronzo     | 3'25"16     |                               |
| 2010                                | Europei                 | Barcellona | 4x400 m     | Argento    | 3'24"32     |                               |
| 2011                                | Mondiali                | Taegu      | 400 m piani | Semifinale | 52"47       |                               |
| 2011                                | Mondiali                | Taegu      | 4×400 m     | Bronzo     | 3'23"63     |                               |
| 2012                                | Mondiali indoor         | Istanbul   | 4×400 m     | Oro        | 3'28"76     |                               |
| 2012                                | Europei                 | Helsinki   | 4x400 m     | 4ª         | 3'26"20     |                               |
| In rappresentanza dell' Inghilterra |                         |            |             |            |             |                               |
| 2006                                | Giochi del Commonwealth | Melbourne  | 400 m hs    | 4ª         | 55"32       |                               |
| 2006                                | Giochi del Commonwealth | Melbourne  | 4×400 m     | Finale     | dq          |                               |